# Physalaemus camacan
Physalaemus camacan é uma espécie de anfíbio da família Leptodactylidae. Endêmica do Brasil, pode ser encontrada apenas na Reserva Biológica de Una em Una e na RPPN Serra Bonita em Camacan, no estado da Bahia.